# Андрусенко Ганна Валеріївна
Ганна Валеріївна Андрусенко (нар. 3 липня 1989 ) — російська акторка театру й кіно українського походження.

## Життєпис
Народилася 3 липня 1989 р. на Донеччині. 
У віці 6 років разом з батьками переїхала в Сочі. Батьки: батько — історик, мати — економіст в одній з місцевих кампаній. .У Сочі навчалася у школі та відвідувала позакласні уроки сценічної майстерності, брала участь у ранках, спектаклях. та творчих вечорах.
2008 р. вступила до Вищого театрального училища ім. М. С. Щепкіна у Москва.
Стала відомою після виконання провідної ролі у містичному російському телесеріалі «Закрита школа». виконала роль шістнадцятирічної дівчини Єлизавети Виноградової, яка хворіла на серцеву недостатність, після пересадки серця медіума сама відкрила у собі екстрасенсорні здібності.
2012 році стало відомо, що вибрана на головну роль у російській адаптації іспанського серіалу «Янгол чи демон». У 2013 році стало відомо, що Ганна вибрана на роль Валерії у серіалі «Мажор», разом з Павлом Прилучним і Денисом Шведовим. Серіал вийшов у 2014 році на Першому каналі.

## Робота в театрі
- «Лікар поневолі» — Люсінда
- «З коханими не розлучайтесь» — Лариса
- «Забавний випадок»
- «Старий друг краще нових двох»
- «Мишоловка»

## Фільмографія
- Сільський роман (2015), серіал
- Кохані жінки Казанови (2014)
- Мажор (2014)
- Ангел чи демон (2013)
- І батьки і діти (2013)
- Прощвай, Катю (2012)[4]
- Закрита школа (2011—2012), серіал
- Амазонки (2011), серіал
- Біла людина (2011)
- Універ (2008—2011), серіал
- Сільський роман (2015)
- Родичі у бігах (2016)
- Матрьошка (2016)
- Грааль (2017)

Також Анна Андрусенко знялась у кліпі Сергія Рибачова «Глазки» и в кліпі ПФД «Для неї»

## Нагороди
2012 — приз «Краща жіноча роль» на турецькому кінофестивалі «Золотий апельсин» за роль Катерини у фільмі «Прощай, Катя»